# Mahavishnu
Albums de Mahavishnu Orchestra
Inner Worlds
(1976) Adventures in Radioland
(1986)
Mahavishnu est le sixième album studio du Mahavishnu Orchestra, sorti en 1984.
En 1984, John McLaughlin reforme le groupe Mahavishnu Orchestra qui avait été dissous en 1976. On y retrouve le batteur Billy Cobham, qui faisait partie de la formation originelle. Le son est radicalement différent de celui du groupe d'origine, notamment en raison de l'utilisation du synclavier.

## Liste des titres
Toutes les chansons sont écrites et composées par John McLaughlin, sauf mention contraire.
| 1. | Radio-Activity      | 6:52 |
| 2. | Nostalgia           | 5:56 |
| 3. | Nightriders         | 3:47 |
| 4. | East Side West Side | 4:55 |

| 1. | Clarendon Hills      | Bill Evans | 6:03 |
| 2. | Jazz                 |            | 1:43 |
| 3. | The Unbeliever       |            | 2:47 |
| 4. | Pacific Express      |            | 6:30 |
| 5. | When Blue Turns Gold |            | 3:19 |

## Musiciens
- John McLaughlin : guitares synthé, guitare Les Paul Special, synclavier II
- Mitchel Forman : Fender Rhodes, Yamaha DX7, Yamaha « Blow Torch » Piano sur Clarendon Hills
- Jonas Hellborg : basse fretless, basse
- Bill Evans : saxophones ténor, soprano, flûte
- Billy Cobham : batterie, percussions
- Danny Gottlieb : percussions
- Hariprasad Chaurasia : flûte sur When Blue Turns Gold
- Zakir Hussain : tabla sur When Blue Turns Gold
- Katia Labèque : Synclavier II, Yamaha DX7, piano acoustique sur When Blue Turns Gold